# Zębowice (Opole)
Pour les articles homonymes, voir Zębowice.
Zębowice est une localité polonaise et siège de la gmina du même nom, située dans le powiat d'Olesno en voïvodie d'Opole.

## Histoire
De 1742 à 1945, Zembowitz fait partie de l'arrondissement de Rosenberg-en-Haute-Silésie dans le district d'Oppeln au sein de la province de Silésie.